# 如法寺 (豊前市)
如法寺（ねほうじ）は、福岡県豊前市にある黄檗宗の寺院。山号は常在山。本尊は不動明王。

## 歴史
創建年代等は不詳であるが、もとは天台系修験道の寺院であった。
鎌倉時代に宇都宮氏からこの寺に入るものがあり、宇都宮氏の保護を受けた。戦国時代一時衰退したが、江戸時代前期から中期にかけて黄檗宗の僧法雲が入寺して再興、黄檗宗の寺院となった。

## 文化財

### 県指定文化財
- 木造金剛力士立像
- 如法寺石塔群

### 県指定史跡
- 如法寺境内

## 所在地
福岡県豊前市山内991